# Comythovalgus pustulipennis
Comythovalgus pustulipennis är en skalbaggsart som beskrevs av Ernst Gustav Kraatz 1883. Comythovalgus pustulipennis ingår i släktet Comythovalgus och familjen Cetoniidae. Inga underarter finns listade i Catalogue of Life.